# Савар, Мари Габриэль Огюстен
Мари Габриэль Огюстен Савар (фр. Marie Gabriel Augustin Savard; 21 августа 1814, Париж, — 7 июня 1881, там же) — французский композитор и музыкальный педагог. Отец Мари Эммануэля Огюстена Савара.

## Биография
Учился в Парижской консерватории у Франсуа Базена и Эме Леборна. С 1843 года вёл в консерватории курс сольфеджио, в дальнейшем был также профессором гармонии и генерал-баса. Опубликовал ряд учебников гармонии, а также более общее учебное пособие «Основы музыки и метод транспозиции» (фр. Principes de la musique et méthode de transposition; 1865), получившее рекомендацию Академии изящных искусств. Среди учеников Савара были Жюль Массне, Сесиль Шаминад, Герхард Шельдеруп, Эжен д’Аркур, Эдуард Макдауэлл. В композиторском наследии Савара преобладает духовная музыка.